# Brita-Kajsa Karlsdotter
Brita-Kajsa Karlsdotter, gift Nilsson (Brita Katarina Nilsson f. Karlsdotter), född 7 november 1816 i Näs, Anundsjö socken i Ångermanland, död 24 november 1915 i Storsele, Anundsjö socken, var en svensk textilkonstnär som uppges vara den som utvecklade Anundsjösömmen. Hon signerade alltid sina alster med sina initialer B K K D (Brita Kajsa Karls Dotter) tillsammans med årtal samt ofta sitt födelseår och bokstäverna Ä R T H G, som ska tydas ÄRan TillHör Gud.

## Biografi
Brita-Kajsa Karlsdotter var dotter till en kronobåtsman och hennes mor sydde mössor. Enligt presentationen som följer med Anundsjösouveniren "Lillpiga" blev hon i femårsåldern sjuk i sjukdom som ingen förstod sig på. Hon fick följa med sin mor till en klok lappgumma, som läste ur Psalmboken och gav henne en huskur och efter blev flickan frisk. Helbrägdagörelsen inverkade på hennes religiösa trosuppfattning och det blev senare helt naturligt för henne att på de dukar hon sydde brodera initialerna ä R T H G där "ä" kan även anges versalt.
Efter faderns död när Brita-Kajsa var tio år gammal fick hon tjäna som lillpiga hos socknens präst innan hon 1840 gifte sig med bondsonen Olof Nilsson och flyttade till skogsbyn Storsele, där hon fick elva barn innan hon år 1881 blev änka. Hon bodde som änka på undantag hos äldste sonen. 
Det ska ha varit efter att hon 1881 blev änka som hon blev verksam som konstnär då hon broderade med ofta rött vävgarn på lakansväv. Hon ska inte ha sålt sina verk utan snarare ha delat ut dem som gåvor eller som tack för tjänster. Enligt traditionen ritade hon sina egna mönster, även om en analys visar att hon valde att följa traditionen i sin stil. Det är osannolikt att hon tänkte på sig själv som textilkonstnär, men med den betydelse hennes mönsterkomposition och sömnad har haft hör hon tvivelsutan till den gruppen. I upphovsrättsliga sammanhang skulle man säga att hennes designer hade verkshöjd.
Den sista tiden hon levde blev hennes syn försämrad. Detta kan märkas på de sista broderierna av anundsjösöm som hon utförde, men det typiska med hennes anundsjösöm finns även på de sent utförda broderierna.

## Eftermäle
På torget i Bredbyn finns en skulptur Nål och tråd av Åke Lagerborg, som föreställer just en nål och tråd, vilket symboliserar Brita-Kajsa Karlsdotter och hennes anundsjösöm. I Anundsjö används en drygt decimeterhög stiliserad trädocka "Lillpiga" med flätor och broderad klänning som bygdens souvenir.